# Microhyla borneensis
Microhyla borneensis là một loài ếch trong họ Microhylidae. Chúng thường được tìm thấy ở Brunei, Indonesia, Malaysia, Singapore, Thái Lan, và có thể cả Myanmar.
Các môi trường sống tự nhiên của chúng là các khu rừng ẩm ướt, đất thấp nhiệt đới hoặc cận nhiệt đới và đầm nước ngọt có nước theo mùa. Nó không được xem là bị đe dọa theo IUCN.